# Apocalypse Please
"Apocalypse Please" é uma canção da banda inglesa de rock alternativo Muse do seu álbum Absolution. Em agosto de 2004 a música virou single e ganhou uma versão ao vivo numa faixa do álbum, gravada numa performance ao vivo em Glastonbury. Assim como em "Stockholm Syndrome", "Apocalypse Please" foi lançado apenas por meio de download na internet e todos os lucros foram revertidos para a caridade. Um video com uma performance ao vivo também foi disponibilizado.
A canção chegou na posição #10 na UK Singles Downloads Chart.

## Tabelas
| Paradas (2004)                        | Melhor posição |
| ------------------------------------- | -------------- |
| Reino Unido (Singles Downloads Chart) | 10             |